# Bowd
Bowd – wieś w Anglii, w hrabstwie Devon, w dystrykcie East Devon. Leży 19 km na wschód od miasta Exeter i 238 km na zachód od Londynu.